# Ready Set Go
Ready Set Go je studiové album anglické rockové skupiny Sharks. Vydáno bylo v červnu roku 2018, přibližně rok a půl po předchozí desce Killers of the Deep. Na obalu desky je automobil zvaný Sharkmobile, v němž kapela v sedmdesátých letech cestovala. Album se původně mělo jmenovat Dark Beatles/White Temptations a mělo být dvojalbem, avšak na radu vydavatelství bylo zkráceno na klasické album. V písni „Crash Party“ je využit textový i hudební motiv písně „Sloop John B“ kapely The Beach Boys. Na albu se podíleli celkem čtyři bubeníci – ve většině písní hrál člen kapely Gene Clark, dále to byli Paul Cook („Darkwing and Honeybee“), Joss Love („It Will Stand“) a Paul Madden („Mr. Sloane“ a „Song of the Slave“). Album bylo nahráno ve studiu Smohehouse Studios a produkovali jej Stephen W. Parsons a Chris Spedding.

## Seznam skladeb
Autory všech skladeb jsou Stephen W. Parsons a Chris Spedding.
1. Big Chantelle – 1:43
2. Who Chaser – 4:23
3. Crash Party – 3:30
4. It Will Stand – 3:29
5. Mr. Sloane – 3:24
6. That Girl – 2:52
7. Kink Mess – 2:19
8. House of You – 3:00
9. Doo Wop Nation – 4:00
10. Come All Ye – 2:58
11. Darkwing and Honeybee – 3:20
12. A Lovelike Eye – 3:45
13. Song of the Slaves – 6:33

## Obsazení
- Stephen W. Parsons – zpěv
- Chris Spedding – kytara
- Tosh Ogawa – baskytara
- Nick Judd – klávesy
- Gene Clark – bicí
- Paul Cook – bicí („Darkwing and Honeybee“)
- Joss Love – bicí („It Will Stand“)
- Paul Madden – bicí („Mr. Sloane“ a „Song of the Slave“)
- Jade Danielle Williams – doprovodné vokály
- Miri May – doprovodné vokály